# Exposició Universal de Nova York de 1939
L'Exposició General de Nova York de 1939 fou regulada pels membres de l'Oficina Internacional d'Exposicions i va tenir lloc del 30 d'abril al 31 d'octubre del 1939 a la ciutat de Nova York. El recinte va ser reobert  al públic l'any seguent de l'11 de maig al 27 d'octubre. L'eslògan de la mostra fou: "Construint el món del futur" i tenia una superfície de més de 500 hectàrees.

## Projecte
Al 1935, durant la  Gran Depressió, un grup d'empresaris de la ciutat de Nova York, van crear la Nova York World's Fair Corporation,que va tenir com a president del comitè a Grover Whalen. Durant els següents quatre anys, el comitè va concebre l'exposició amb l'objectiu que es convertís en el major esdeveniment succeït des de la Primera Guerra Mundial.
El dissenyador de l'exposició fou Henry Dreyfuss, i els arquitectes del centre Wallace K. Harrison i Jacques Fouilhoux.

## Inauguració
El 30 d'abril de 1939 el 32é president dels Estats Units d'Amèrica Franklin D. Roosevelt innagurà davant de 200.000 persones, la Fira Mundial de Nova York de 1939, una exposició que destacava pels milers d'avanços tecnològics i socials.

## Exposició

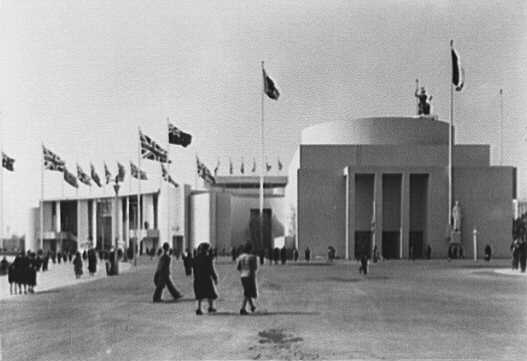
Pavelló britànic.

L'exposició que va captar més visitants va ser la càpsula del temps,que no serà oberta fins a l'any 6939. La càpsula, conté uns manuscrits d'Albert Einstein i Thomas Mann, diversos números de la revista Life, una nina, un dòlar  un paquet de cigarrets Camel i milions de pàgines de text en microfilm i llavors d'una gran varietat d'espècies. La càpsula es troba a 40°44′34.089″N 73°50′43.842″O / 40.74280250, -73.84551167 a 15 metres sota terra.
Dins de l'exposició també es va celebrar la primera Convenció mundial de ciència-ficció, aprofitant el tema de l'exposició.
Tot i que els Estats Units no va entrar a la Segona Guerra Mundial fins al 1941, la fira va servir com a observatori de les zones en guerra. Per exemple: els pavellons de Polònia i Txecoslovàquia no van reobrir a la segona sessió de 1940. Més tard, el 4 de juliol del mateix any dos agents del departament de Policia de Nova York van ser víctimes mortals d'una bomba al pavelló britànic.

## Clausura
La mostra, oberta en dues sessions, (1939, 1940) d'abril a octubre cadascuna, va ser clausurada definitivament el 27 d'octubre de 1940. En total durant els dos anys a l'exposició hi van assistir 45 milions de persones. Malgrat l'alt nombre de visitants, es va produïr un dèficit econòmic. Els 48 milions de dòlars recaptats, no van arribar a cobrir els costos de la construcció del recinte.

## Països participants

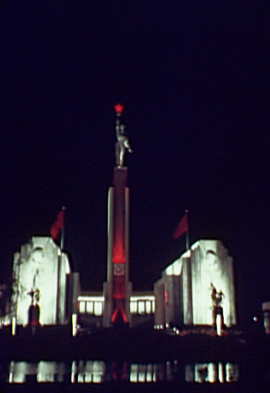
Pavelló de l'URSS

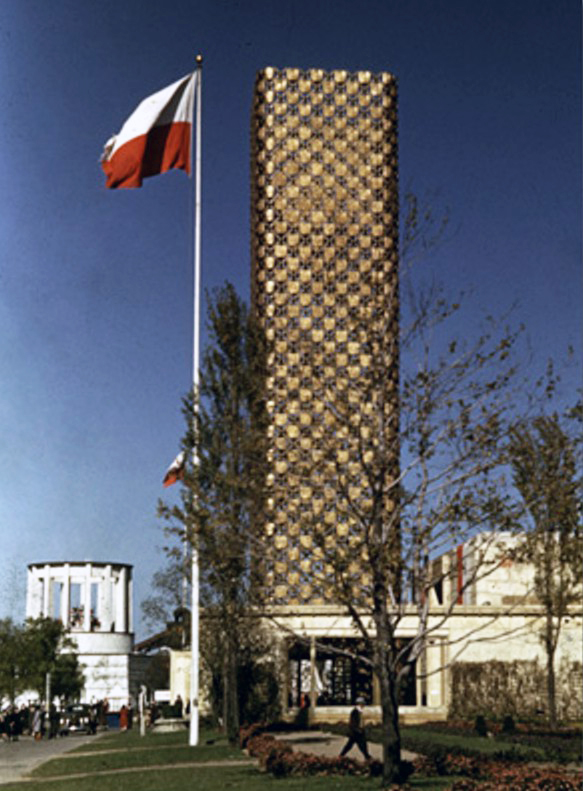
Pavelló polonès

Països participants de l'exposició internacional:
| - Albània - Argentina - Austràlia - Bèlgica - Bolívia - Canadà - Txecoslovàquia - Xile - Colòmbia - Costa Rica - Cuba - Equador - border\|20px Estados Unidos - Finlàndia - França - Grècia - Guatemala - Haití - [[Fitxer:\|22x20px\|border \|alt=\|link=]] Hondures | - Hongria - Iraq - Irlanda - Islàndia - Itàlia - Japó - border\|20px Líbano - Lituània - Luxemburg - Mèxic - Nicaragua - Noruega - Nova Zelanda - Països Baixos - Panamà - Paraguai - Perú - Polònia - Portugal | - Regne Unit - República Dominicana - Plantilla:Country data Rodesia del sur - Romania - Tailàndia - Suècia - Suïssa - Turquia - Unió Soviètica - Uruguai - Veneçuela - Iugoslàvia |

A més, també van participar diverses  organitzacions internacionals tals com la  Societat de Nacions, la Cambra de Comerç Internacional i el Pavelló Jueu de Palestina (posteriorment Israel).